# Ju-Jitsu ai Giochi mondiali 2022 - Sistema fighting 70 kg femminile
La gara di sistema fighting 70 kg femminile di ju-jitsu ai Giochi mondiali 2022 si è svolta il 15 luglio 2022 a Birmingham.

## Risultati

### Fase preliminare

#### Gruppo A
| Pos | Atleta         | G | W | L | PF | PA | PD  | Pts |
| --- | -------------- | - | - | - | -- | -- | --- | --- |
| 1   | Annalena Bauer | 2 | 2 | 0 | 25 | 4  | +21 | 4   |
| 2   | Chloe Lalande  | 2 | 1 | 1 | 12 | 19 | −7  | 2   |
| 3   | Emma Lette     | 2 | 0 | 2 | 8  | 22 | −14 | 0   |

#### Gruppo B
| Pos | Atleta                 | G | W | L | PF | PA | PD | Pts |
| --- | ---------------------- | - | - | - | -- | -- | -- | --- |
| 1   | Liva Tanzer            | 2 | 2 | 0 | 6  | 5  | +1 | 4   |
| 2   | Aafke Van Leeuwen      | 2 | 1 | 1 | 5  | 6  | −1 | 2   |
| 3   | Veronica Lopez Herrera | 2 | 0 | 2 | 0  | 0  | 0  | 0   |

### Fase finale
|  | Semifinale        | Semifinale        | Semifinale    |               |                | Finale            | Finale            | Finale            |  |
|  |                   |                   |               |               |                |                   |                   |                   |  |
|  | Annalena Bauer    | Annalena Bauer    | 17            |               |                |                   |                   |                   |  |
|  | Annalena Bauer    | Annalena Bauer    | 17            |               |                |                   |                   |                   |  |
|  | Aafke Van Leeuwen | Aafke Van Leeuwen | 11            |               |                |                   |                   |                   |  |
|  | Aafke Van Leeuwen | Aafke Van Leeuwen | 11            |               | Annalena Bauer | Annalena Bauer    | 14                |                   |  |
|  |                   |                   |               |               | Annalena Bauer | Annalena Bauer    | 14                |                   |  |
|  |                   |                   | Chloe Lalande | Chloe Lalande | 7              |                   |                   |                   |  |
|  | Liva Tanzer       | Liva Tanzer       | Chloe Lalande | Chloe Lalande | 7              | 0                 |                   |                   |  |
|  | Liva Tanzer       | Liva Tanzer       |               |               |                | 0                 |                   |                   |  |
|  | Chloe Lalande     | Chloe Lalande     | 14            |               |                | Finalina 3º posto | Finalina 3º posto | Finalina 3º posto |  |
|  | Chloe Lalande     | Chloe Lalande     | 14            |               |                |                   |                   |                   |  |
|  |                   |                   |               |               |                |                   |                   |                   |  |
|  |                   |                   |               |               |                | Aafke Van Leeuwen | Aafke Van Leeuwen | 5                 |  |
|  |                   |                   |               |               |                | Aafke Van Leeuwen | Aafke Van Leeuwen | 5                 |  |
|  |                   |                   |               |               |                | Liva Tanzer       | Liva Tanzer       | 6                 |  |